# Orthoderella ornata
Orthoderella ornata är en bönsyrseart som beskrevs av Giglio-tos 1897. Orthoderella ornata ingår i släktet Orthoderella och familjen Mantidae. Inga underarter finns listade i Catalogue of Life.